# White Tower
White Tower, es un edificio residencial de 62 pisos, ubicado en la avenida Balboa en la ciudad de Panamá, con vista al océano Pacífico y a la ciudad.
Inició construcción en marzo del 2008, y fue terminado en el 2011.